# Hold Everything (film, 1925)
Hold Everything  est un court métrage américain de comédie réalisé par Leo McCarey et Fred Guiol, sorti en 1925.

## Fiche technique
- Titre original : Hold Everything
- Réalisation : Leo McCarey et Fred Guiol
- Montage : Richard C. Currier
- Producteur : Hal Roach
- Société de production : Hal Roach Studios
- Société de distribution : Pathé Exchange
- Pays de production :  États-Unis
- Langue : Anglais
- Format : Noir et blanc — 35 mm — 1.33:1 — Muet
- Durée : 20 minutes
- Genre : Comédie
- Date de sortie : 
  - États-Unis : 6 décembre 1925

## Distribution
- Eddie Borden
- Katherine Grant
- Martha Sleeper